# اوفلین کیناز
در آنزیم شناسی، اوفلین کینازناز opheline kinase , آنزیمی است که واکنش شیمیایی زیر را کاتالیز می‌کند:
ATP + guanidinoethyl methyl phosphate \rightleftharpoons ADP + N'-phosphoguanidinoethyl methylphosphate
بنابراین دو سوبسترای این آنزیم شامل ATP و گوانیدینو اتیل فسفات و محصولات آن نیز ADP و N'-phosphoguanidinoethyl methylphosphate می‌باشد.
این آنزیم به آن دسته از خانواده ترانسفرازها تعلق دارد که گروه‌های حاوی فسفر را منتقل می‌کنند (فسفو ترانسفرازها).